# Barkhad Abdi
Barkhad Abdi, em árabe: بركات عبدي (Mogadíscio, 10 de abril de 1985), é um ator, diretor e produtor somali naturalizado estadunidense.

## Vida pessoal
Tendo nascido na cidade somali de Mogadishu, capital da região ao sul do país Banaadir,  Abdi foi criado no Iêmen. Quando tinha catorze anos, em 1999, sua família se mudou para os Estados Unidos, fixando residência na cidade de Minneapolis. Posteriormente, Abdi entrou na Minnesota State University Moorhead, situada quatro horas a noroeste de sua cidade adotiva, período no qual trabalhou como motorista de limousine e DJ profissional.

## Carreira
Sua estreia no cinema aconteceu com a cinebiografia Capitão Phillips, onde interpretou o sequestrador de navios e líder pirata Abduwali Muse. Sua atuação destacada lhe rendeu diversos elogios da crítica especializada, recebendo diversas nomeações para os principais prêmios da indústria cinematográfica estadunidense, como o Screen Actors Guild, sindicado que representa os atores locais, o Globo de Ouro, segundo prêmio em importância, para o BAFTA, da academia de artes britânica, e para o principal prêmio da indústria, o Óscar. Atuou também em Blade Runner 2049 (2017), como Doc Badger, um técnico do submundo de Los Angeles, que trata da análise e comércio de ítens diversos.

## Filmografia
| Ano  | Título                                 | Papel         | Notas |
| ---- | -------------------------------------- | ------------- | --- |
| 2013 | Captain Phillips                       | Abduwali Muse | Indicações Oscar de Melhor Ator Coadjuvante Globo de Ouro de Melhor Ator Coadjuvante - Cinema SAG Awards de melhor ator coadjuvante Broadcast Film Critics Association Award de melhor ator coadjuvante Washington D.C. Area Film Critics Association de melhor ator coadjuvante Phoenix Film Critics Society de melhor ator coadjuvante Los Angeles Film Critics Association de melhor ator coadjuvante New York Film Critics Circle de melhor ator coadjuvante Prêmios BAFTA de Melhor Ator Coadjuvante London Film Critics Circle de melhor ator coadjuvante |
| 2015 | Trainwreck                             | -             | Pós-produção |
| 2017 | Blade Runner 2049                      | Doc Badger    | |
| 2017 | Dabka - Into the Fire                  | Abdi          | |
| 2018 | The Extraordinary Journey of the Fakir | Wiraj         | |